# 12 oz. Mouse
A 12 oz. Mouse vagy 12 ounces Mouse 2005-től 2006-ig vetített amerikai, felnőtteknek szóló rajzfilmsorozat. A sorozat alkotója és rendezője Matt Maiellaro, aki közösen írta az epizódokat Matt Harrigannal. 
A történet egy egérről szól, aki megrögzötten szereti a sört, és rengeteget dolgozik, hogy sörhöz jusson. 
Az eredeti hangok között Maiellaro és Harrigan mellett megtalálható Adam Reed, Kurt Soccolich és Nick Weidenfeld.
A sorozatot az Amerikai Egyesült Államokban az Adult Swim vetítette 2005. június 19. és 2006. december 17. között, majd 2007. május 16-án egy webepizódot is bemutattak az Adult Swim Video-n. Magyarországon egyelőre nem került bemutatásra.

## Cselekménye
A sorozat egy Mouse "Fitz" Fitzgerald nevű egérről szól, aki megszállottja a sörnek, rabja a kémkedésnek, a szeretetnek és a furcsa munkáknak. Az epizód az ő kalandjait mutatja be, ahogy próbál sörhöz jutni, miközben egykori felesége és gyerekei után próbál nyomozni és időnként gonoszokkal is összetűzésbe kerül. A sorozat folyamatos, epizódról epizódra folytatódó történetszállal rendelkezik, alapvetően abszurd humorral operálva, amihez néha misztikus és thriller elemeket is hozzáad.

## Szereplők
| Szereplő                  | Szinkronhang          |
| ------------------------- | --------------------- |
| Mouse Fitzgerald          | Matt Maiellaro        |
| Shark                     | Adam Reed             |
| Skillet                   | -                     |
| Rectangular Businessman   | Kurt Soccolich        |
| Rhoda                     | Dave Willis           |
| Man/Woman                 | Bonnie Rosmarin       |
| Peanut Cop                | Nick Weidenfeld       |
| Liquor                    | Matt Harrigan         |
| Producer Man              | Matt Thompson         |
| Eye                       | Nick Ingkatanuwat     |
| Golden Joe                | Vishal Roney          |
| Green Sweatered Woman     | Mellisa Warrenburg    |
| The New Guy               | Mike Lazzo (INVICTUS) |
| Roostre                   | Scott Luallen         |
| Pronto                    | -                     |
| Lady Mouse                | -                     |
| Birmingham / "C. J. Muff" | George Lowe           |

## Epizódok
| Évad | Évad        | Epizódok    | Eredeti sugárzás     | Eredeti sugárzás   |
| Évad | Évad        | Epizódok    | Évadpremier          | Évadfinálé         |
| ---- | ----------- | ----------- | -------------------- | ------------------ |
|      | 1           | 7           | 2005. június 19.     | 2006. január 1.    |
|      | 2           | 13          | 2006. szeptember 24. | 2006. december 17. |
|      | Webepizód   | Webepizód   | 2007. május 16.      | 2007. május 16.    |
|      | Különkiadás | Különkiadás | 2005. november 6.    | 2005. november 6.  |